# Cecil Foljambe, 1. hrabě z Liverpoolu
Cecil George Savile Foljambe, 1. hrabě z Liverpoolu (Cecil George Savile Foljambe, 1st Earl of Liverpool, 1st Viscount Hawkesbury, 1st Baron Hawkesbury) (7. listopadu 1846, Worksop, Anglie – 23. března 1907, Kirkham, Anglie) byl britský politik. Jako člen Liberální strany byl dlouholetým poslancem Dolní sněmovny. Jako dědic vymřelého rodu Jenkinsonů získal obnovený titul hraběte z Liverpoolu a vstoupil do Sněmovny lordů, v letech 1905-1907 byl nejvyšším hofmistrem. Jeho nejstarší syn Arthur byl generálním guvernérem na Novém Zélandu.

## Životopis
Pocházel z původně měšťanské rodiny Moore z Hullu, od roku 1758 užíval rod jméno Foljambe. Cecil se narodil jako syn Georga Foljambe (1800-1869) z jeho druhého manželství se Selinou Jenkinson (1812-1883), dcerou 3. hraběte z Liverpoolu. Studoval v Etonu a původně sloužil v armádě, kde dosáhl hodnosti kapitána. Poté byl v letech 1880-1892 členem Dolní sněmovny za liberály. Na základě příbuzenského vztahu s vymřelým rodem Jenkinsonů získal v roce 1893 titul barona Hawkesbury a vstoupil do Sněmovny lordů. V letech 1894-1895 byl v Gladstonově vládě lordem komořím královny Viktorie, v letech 1905-1907 zastával funkci nejvyššího hofmistra Spojeného království, od roku 1906 byl členem Tajné rady. V roce 1905 získal obnovený titul hraběte z Liverpoolu, který předtím užíval rod Jenkinsonů. Mimoto byl smírčím soudcem a zástupcem místodržitele v hrabstvích Nottingham a York, proslul též jako mecenáš a sběratel umění.

## Rodina

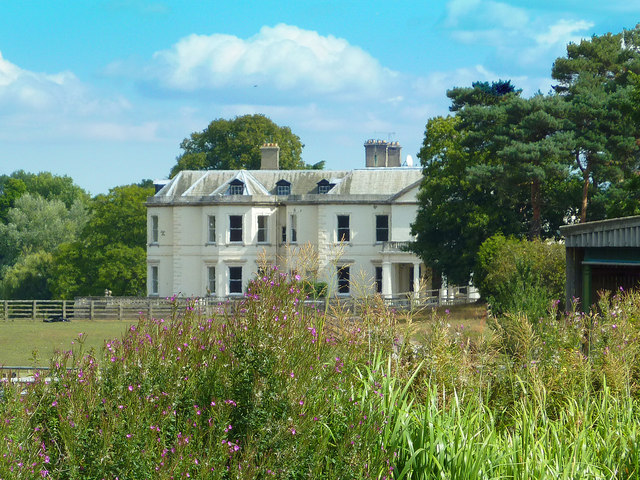
Zámek Osberton Hall (Nottinghamshire)

Rodina Foljambe vlastnila rozsáhlé statky v hrabství Nottingham, hlavním sídlem byl zámek Osberton Hall.
Byl dvakrát ženatý, jeho první manželkou byla Blanche Howard (1842-1871) z linie hrabat z Carlisle, podruhé se oženil v roce 1877 se Susan Cavendish (1848-1917) z vedlejší větve vévodů z Devonshiru. Z obou manželství pocházelo celkem třináct dětí, sedm synů a šest dcer. Titul hraběte zdědili postupně tři synové, nejstarší z nich, Arthur Foljambe, 2. hrabě z Liverpoolu (1870-1941), byl generálním guvernérem na Novém Zélandu.
Jeho nevlastní starší bratr Francis John Foljambe (1830-1917) byl dlouholetým členem Dolní sněmovny (1857-1885) za liberály a zastával řadu čestných funkcí v hrabství Nottinghamshire.